# Jan Milewski
Jan Milewski (ur. 10 marca 1937 w Wacławce na Wołyniu, zm. 5 września 2019) – polski piłkarz ręczny, reprezentant Polski.

## Życiorys
Był zawodnikiem Polonii Jelenia Góra (1958–1960) i Śląska Wrocław (1960–1970).
Z wrocławskim klubem zdobył sześć tytułów mistrza Polski w odmianie jedenastoosobowej (1961, 1962, 1963, 1964, 1965, 1966) i pięć tytułów mistrza Polski w odmianie siedmioosobowej (1961, 1962, 1963, 1965, 1967), a także wicemistrzostwo Polski w "siódemce" (1966) i Puchar Polski (1965) oraz zwycięstwo w ogólnopolskiej Spartakiadzie (1965).
W 1966 wystąpił w sześciu spotkaniach reprezentacji Polski w "jedenastce", w tym pięciu spotkaniach podczas mistrzostw świata, na których zajął z drużyną 4. miejsce, strzelając jedną bramkę.
W 1972 ukończył studia w Wyższej Szkole Wychowania Fizycznego we Wrocławiu, pracował jako trener, m.in. prowadził bramkarzy Śląska Wrocław w 1972, kiedy drużyna ta zdobyła mistrzostwo Polski. W latach 1975–1989 prowadził sekcję piłki ręcznej KU AZS Uniwersytetu Wrocławskiego, był też trenerem bramkarek AZS-AWF Wrocław, a w latach 1977–1979 także II trenerem reprezentacji Polski kobiet. Do 2000 pracował na Uniwersytecie Wrocławskim.